# West Malling
West Malling – miasto w Anglii, w hrabstwie Kent, w dystrykcie Tonbridge and Malling. Leży 9 km na zachód od miasta Maidstone i 45 km na południowy wschód od centrum Londynu.